# Joe Brazil
Joseph Brazil (Michigan, 25 de agosto de 1927 — Estados Unidos, 6 de agosto de 2008) foi um saxofonista e educador de jazz americano. Músicos locais e artistas de turnê se apresentaram em seu porão. Ele ensinou jazz na Garfield High School, co-fundou o currículo de música negra na Universidade de Washington e fundou a Academia de Música Negra em Seattle. Ele apareceu nos álbuns Om de John Coltrane e Ubiquity de Roy Ayers.

## Biografia

### Detroit (1927–1961)
Joseph Brazil nasceu em 25 de agosto de 1927 em Detroit, Michigan. Em 1951, ele comprou uma casa em Detroit, onde morava com seu irmão e mãe. Ele construiu um bar no porão e instalou um piano de cauda. As sessões aconteceram em seu porão, com músicos como o trompetista Donald Byrd, os saxofonistas Sonny Red e ele, o pianista Barry Harris, o baixista Doug Watkins e o baterista Frank Gant. Fitas do saxofonista John Coltrane praticando foram feitas em sua casa. Uma fita de uma jam session foi gravada em seu porão em 25 de setembro de 1958 com o trompetista Donald Towns, saxofonistas Coltrane, Joe Henderson, Brazil, Red, pianista Hugh Lawson, baixista Ernie Farrow e baterista Roy Brooks. O jogador de eufônio Kiane Zawadi (Bernard McKinney) e o saxofonista Kenneth Winfrey moravam na rua e costumavam tocar em sua casa. Coltrane conheceu o baterista George Goldsmith em seu porão e uma vez pediu a Goldsmith que substituísse o baterista Elvin Jones. A pianista Alice Coltrane conheceu seu primeiro marido John Coltrane em seu porão.

### Seattle (1961–2008)
Brazil mudou-se para Seattle para trabalhar como fabricante de ferramentas na Boeing em 1961. Em 1965, tocou com John Coltrane no Penthouse e gravou flauta com Coltrane em Lynnwood, Washington. O álbum foi lançado como Om pela Impulse! Registros.
Lecionou no Programa Magnet da Garfield High School com o baixista Chuck Metcalf em 1968. Ele estabeleceu a Academia Negra de Música em 1967 com o guitarrista George Hurst. A faculdade incluía o trompetista Floyd Standifer, o saxofonista Jabo Ward e o baixista Milt Garred. O Black Student Union exigiu que ele fosse contratado pela Escola de Música da Universidade de Washington. Ele ensinou na Universidade de Washington de 1969 a 1976, mas foi negado o mandato.